# Kraljeva palača, Fes
Kraljeva palača ali Dar al-Makzen (arabsko دار المخزن, latinizirano: Hiša Makzen; berberski jeziki ⵜⴰⴷⴰⵔⵜ ⵏ ⵎⴿⵣⵏ) je palača maroškega kralja v mestu Fes v Maroku. Njen prvotni temelj sega v čas ustanovitve Fes el-Dždid ('Novi Fes'), kraljeve citadele rodbine Marinidov, leta 1276 n. št. Večina današnje palače izvira iz obdobja Alavi (17.–20. stoletje). Na prostranem ozemlju je več zasebnih stavb, teras in vrtov, v preteklosti pa so vključevali tudi upravne pisarne in vladna sodišča. Danes sta javno najbolj vidna dela palače njen glavni vhod pri starem Mečuarju (na severovzhodu) in zelo okrašena vrata iz 20. stoletja na Place des Alaouites, blizu Melaha (na jugozahodu).

## Zgodovina

### Fundacija Marinida (13. stoletje in kasneje)
Palačo je skupaj s preostalim delom Fes el-Dždida ustanovil in sprva zgradil marinidski sultan Abu Jusuf Jakub leta 1276. Služila je kot nova kraljeva rezidenca in vladno središče Maroka pod marinidsko vladavino. Pred tem je bil glavni center moči in vlade v Fesu Kazba Bou Dželud na zahodnem robu starega mesta (na lokaciji še vedno obstoječe mošeje Bou Dželud). Odločitev za izgradnjo nove in močno utrjene citadele, ločene od starega mesta (Fes el-Bali), je morda odražala nenehno previdnost maroških vladarjev do zelo neodvisnega in včasih nemirnega prebivalstva Fesa. Velika mošeja Fes el-Dždid, ki meji na posestvo palače, je bila prav tako ustanovljena istočasno kot novo mesto leta 1276 in je bila povezana z zasebnim prehodom neposredno s palačo, kar je sultanu omogočilo, da je prihajal in odhajal na molitev.
Čeprav prvotne postavitve palače ni mogoče v celoti rekonstruirati zaradi stoletij poznejših širitev in modifikacij, je bila najverjetneje koncentrirana bolj jugozahodno znotraj sedanjega ozemlja palače. Zdajšnji Stari Mečuar (veliko obzidano dvorišče pred glavnim javnim vhodom v palačo) je bil takrat utrjen most čez Oued Fes (reka Fes) na severnem vhodu v mesto in najverjetneje ni bil neposredno povezan s samo palačo. Poleg glavnih stavb palače v središču mesta je palačo obdajal tudi velik park ali vrt na zahodu, za katerega so bile značilne dvignjene terase in paviljoni, ki najverjetneje ustrezajo mestu sedanjih vrtov Lala Mina v sedanji palači. Ti prvi vrtovi so bili znani kot Agdal (ne smemo zamenjevati s sedanjim Agdalom, vrtovi zahodneje) in so sledili tradiciji, ki je bila vzpostavljena že v času Almoravidov in Almohadov, kot ponazarjajo starejši vrtovi Agdal v Marakešu. Zahodni rob teh vrtov je bil zamejen z zahodnim obzidjem mesta. Vrata, znana kot Bab Agdal, še danes stojijo tukaj in ohranjajo svojo staro postavitev iz obdobja Marinida.
Abu Jusuf Jakub je prav tako želel ustvariti ogromen vrt užitkov zunaj palače, morda po zgledu tistih, ki jih je morda občudoval v Granadi (kot je Generalife); vendar je umrl leta 1286, preden je bilo to mogoče doseči. Njegov sin in naslednik, Abu Jakub Jusuf I., je namesto tega leta 1287 izvedel delo in ustvaril ogromen vrt Mosara severno od Fes el-Dždida. Ta vrt je bil oskrbovan z vodo iz Oued Fesa preko akvadukta, ki ga je napajala ogromna noria (vodno kolo) v bližini mesta Bab Dekakin. Tako vrtove kot noria so po marinidskem obdobju prenehali uporabljati in so sčasoma izginili, za njimi pa so ostali le sledovi.

### Alavijsko obdobje (17. stoletje in pozneje)
Po letih zanemarjanja so prvotne marinidske konstrukcije večinoma propadle in so bile obnovljene, ponovno zgrajene ali zamenjane šele, ko so alavijski sultani ponovno vložili v Fes in ga znova spremenili v glavno mesto Maroka (z izjemo nekaterih obdobij). Posledično sedanje strukture v palači v glavnem izhajajo iz obdobja 'Alavi, iz 17. stoletja in kasneje. Sultan Mulaj Rašid, prvi 'alavijski sultan, ki je združil Maroko, je leta 1666 zavzel Fes. Leta 1671 je ukazal zgraditi veliko pravokotno dvorišče v vzhodnem delu palače. Dvorišče, ki je še danes ohranjeno, je bilo okrašeno z zelenimi ploščicami zellij in osredotočeno okoli velikega pravokotnega vodnega bazena. Ta dodatek je razširil zemljišče Dar al-Makzen do roba mošeje Lala ez-Zar, ki je prej stala sredi stanovanjske soseske in je presekala eno od lokalnih ulic. To je bila ena od številnih priložnosti, ko je širitev palače zarezala v splošna stanovanjska območja Fes el-Dždida. Mulaj Rašid je zgradil tudi obsežno kazbo Čerarda severno od Fes el-Dždida, da bi nastanil svoje plemenske čete. Nastanitve vojakov tukaj so osvobodile tudi nov prostor v samem Fes el-Dždidu, vključno s severozahodnim območjem, ki je od zgodnjega 18. stoletja dalje postalo nova soseska Mulaj Abdalaha. Abdalahov naslednik, sultan Mohamed ben Abdalah (vladal 1748 in 1757–1790), je bil po nekaterih virih odgovoren za ustanovitev Novega Mečuarja in Starega Mečuarja. Vendar pa druge študije in kasnejši avtorji to ureditev pripisujejo vladavini Mulaj Hasana I. stoletje kasneje (glej spodaj). Mohamed ben Abdalah je zgradil tudi Dar Ajad al-Kebira, eno izmed bolj mogočnih struktur na ozemlju palače.
Večje širitve in spremembe so se nadaljevale v 19. stoletju. Pod sultanom Mulaj Abd al-Rahmanom (vladal 1822–1859) je bil zahodno od četrti Mulaj Abdalaha ustanovljen Bab Bou Džat Mečuar ali Grand Mečuar, ki je na ozemlju palače zagotovil še en ceremonialni vhod na severozahodu. Mulaj Abd al-Rahman je oživil tudi vrtove palače na zahodu, do starega zahodnega marinidskega obzidja mesta, tako da je ustvaril vrtove Lala Mina ali Lala Amina (na mestu zgodnejših vrtov iz obdobja Marinidov) in zgradil sosednjo mošejo Lala Mina. Zahodno od njih, onkraj starega obzidja, še večji obzidan vrt, znan danes saj je Agdal ustanovil sultan Mulaj Hasan I. (vladal 1873–1894). (Po mnenju enega avtorja je tudi mošeja Lalla Mina pripisana Moulay Hassanu.[6]: 148 )
Zdi se tudi, da je bilo pod Mulaj Hasanom zemljišče Dar al-Makzen razširjeno proti severu do južnih vrat starega Mečuarja, s čimer so slednja spremenili v glavni vhod v palačo namesto v glavni vhod v mesto. To je prisililo preusmeritev severnega konca glavne ulice Fes el-Dždid, tako da zdaj vstopa v Stari Mečuar s strani. Nova razširitev je vključevala veliko pravokotno dvorišče, ki je služilo kot 'notranji mečuar', ki mu je sledilo več drugih dvorišč, ki so se raztezala do vrat starega Mečuarja. Ta notranji mečuar je bil obdan z arkadami in je imel številne javne in upravne funkcije, kot je mahkama (sodišče). Ta mečuar je prav tako ležal med Veliko mošejo Fes el-Dždid in njeno nekdanjo medreso (medreso Fes el-Dždid ali medreso Dar al-Makzen), ki ju je ločil drug od drugega in povzročil, da je bila medresa integrirana v palačo. Po mnenju učenjakov je bil Mulaj Hasan tisti, ki je nato zgradil to, kar je danes znano kot Novi Mečuar na severni strani Bab Dekakina in starega Mečuarja. Poleg tega je leta 1886 na zahodni strani novega trga zgradil tudi tovarno Dar al-Makina. Nazadnje je Mulaj Hasan tudi prvič povezal Fes el-Dždid in Fes el-Bali (staro mesto) z velikim hodnikom obzidja. Znotraj tega prostora je naročil številne kraljeve vrtove (kot je Džnan Sbil) in poletne palače (kot je Dar Batha), ki so bile ločene, vendar povezane ali povezane s palačo.
V preteklosti so imeli člani javnosti in vladni uradniki dostop samo do prvih nekaj dvorišč Dar al-Makzena, od starega Mečuarja do 'notranjega Mečuarja', zaradi javnih vladnih ustanov in sodišč, ki so bila tu nastanjena. Stari Mečuar in sosednja dvorišča so bila tako sprejemnica in čakalnica za tiste, ki so imeli opravke v palači. Preostali del palače zahodneje je na drugi strani predstavljal sultanovo zasebno rezidenco in ni bil dostopen nikomur razen sultanu, njegovi družini in njegovemu ožjemu krogu.

### Od 20. stoletja do danes
Po Mulaj Hasanu je njegov sin in naslednik Mulaj Abd al-Aziz (vladal 1894–1908) zgradil palačni paviljon, znan kot Dar al-Fasija,:28 na zahodnem robu osrednjih stavb palače, na severni strani vrtov Lala Mina. Mejil je z marmornim tlakovanim dvoriščem in nekateri njegovi prostori so imeli strope pozlačene z zlatimi lističi, vendar so ga kasneje opustili in celo delno izropali. Njegov naslednik Mulaj Abd al-Hafid (vladal 1908–1912) je začel graditi velik večnadstropni paviljon, ki je vključeval prva dvigala v palači, vendar njegova gradnja ni bila dokončana in je stal nedokončan več let.
Po nastopu francoske kolonialne vladavine leta 1912 je bila prestolnica Maroka prestavljena v Rabat in se nikoli več ni vrnila v Fes. Nekatere obrobne podružnice palače, kot sta Dar Batha in Dar el-Beida blizu Fes el-Balija, so zasedli uradi francoskih oblasti in francoskega generalnega rezidenta. V 1960-ih je kralj Hasan II. preusmeril vhod v kompleks palače iz starega Mečuarja na severu v nov južni pristop, ki gleda na sodobno Ville Nouvelle (»novo mesto«) v Fesu. Med letoma 1969 in 1971 so uredili nov velik trg Place des Alaouites ('Trg Alavi') in zgradili nova okrašena vrata v palačo. Čeprav ni več kraljeva palača prestolnice, glavni kompleks palače v Fesu še danes redno uporablja maroški kralj. Palača tako ni odprta za javnost.

## Opis
Palača stoji v Fes el-Dždid ("Novi Fes"), utrjenem kraljevem okrožju, ki so ga leta 1276 ustanovili marinidski sultani. Danes obsega 80 hektarjev in zavzema velik del mestne površine. V notranjosti obsežno ozemlje palače zasedajo številna dvorišča, stanovanjski paviljoni, vrtovi in fontane. Njena zapletena in nepravilna postavitev je posledica ponavljajočih se sprememb, rekonstrukcij in razširitev skozi stoletja, večina tega sega v alavitsko obdobje (17.–20. stoletje).

### Mečuarji
V kontekstu arhitekture palač se izraz mečuar (iz francoskega prečrkovanja, méchouar, arabskega المشور, prečrkovanega tudi kot mišvar ali mešvar) na splošno nanaša na uradni trg ali dvorišče ob vhodu v kraljevo palačo. Takšni trgi so bili uporabljeni za različne slovesnosti na prostem, sprejeme veleposlanikov in kot čakalnice za tiste, ki so vstopili v palačo. Pogosto so bili tudi del prizorišča za delitev pravice ali prejemanje prošenj vladarju. Na primer, glavni kadi (sodnik) Fesa Dždid je imel svoje sodišče blizu vhoda v palačo, ki je tik znotraj vhoda iz starega Mečuarja. Kraljevi palači v Fesu so vsaj trije zgodovinski mečuarji.

#### Stari Mečouar (Vieux Méchouar)
To dvorišče, ki je najmanjše od mečuarjev v Fesu, je neposredno pred uradnim vhodom v Dar al-Makzen. Mečuar je z vseh strani obdan z obzidjem in je iz marinidskega obdobja. Zdi se, da je bil prvotno utrjen most čez Oued Fes (reka Fes) z utrjenimi vrati na obeh koncih. Reka še vedno teče pod trgom in se ponovno pojavi skozi štiri polkrožne odprtine na vzhodnem vznožju obzidja na robu vrtov Džnan Sbil.
Na južni strani trga so danes vrata v Dar al-Makzen; do nastanka novih palačnih vrat na jugozahodu je bil to glavni vhod v palačo.:148 Vendar pa so to prvotno zasedala vrata, imenovana Bab al-Kantara ("Vrata mostu") ali Bab el-Oued ("Vrata reke"), ki so bila severni vhod v celotno mesto, preden so razširili ozemlje palače in postala vrata v Dar sam al-Makzen. Na severni strani trga so Bab Dekakin (prvotno imenovana Bab es-Sebaa), monumentalna vrata, ki vodijo v in iz Novega Mečuarja (glej spodaj). Na zahodu vodi odprtina v obzidju do stanovanjske četrti Mulaj Abdalah v Fes el-Dždidu. Na vzhodni strani trga sta še dve odprtini v zidu. Južna vodi do Grande Rue (glavne ulice) Fes el-Dždid (ki vodi do Bab Semarine in židovskega Melaha onstran), medtem ko severna odprtina omogoča dostop do ceste, ki vodi proti Place Bou Jeloud in vhodu v Fes el Bali. Zaradi tega križišča je mečuar danes eden najbolj prometnih trgov v Fes el-Dždidu.

#### Novi Mečuar (Nouveau Méchouar)
Severno od starega Mečuarja, skozi monumentalna Bab Dekakin ("Vrata klopi"; znan tudi kot Bab es-Sebaa, "levja vrata"), leži večji Novi Mečuar. Po mnenju znanstvenikov ga je ustvaril sultan Mulaj Hasan v poznem 19. stoletju.
Na zahodni strani trga je prehod v italijanskem arhitekturnem slogu, ki pripada Makini (Dar al-Makina), nekdanji tovarni orožja (imenovani tudi Dar al-Silah), ki jo je ustanovil Mulaj Hasan leta 1886 s pomočjo italijanskih častnikov. Prvotno pa je bil ta zahodni zid dejansko velik marinidski akvadukt, zgrajen leta 1286 za prenos vode v Mosarski vrt na severu; šibek obris njegovih lokov je še danes mogoče videti znotraj strukture zidu. Severna vrata Novega Mečuarja, znana kot Bab Kbibat es-Smen ("Vrata maslene niše"), prav tako izvirajo iz izgradnje leta 1886, čeprav druga vrata, imenovana Bab Segma (prej del Marinidskih vrtov), prav tako dajejo ime temu območju.

#### Bab Bou Džat Mechouar
Znan tudi kot "Grand Mečuar", je ta ogromen nepravilen štirikotni prostor s 4 hektarji zavzemal severozahodni vogal Fes el Dždida v kotu med obzidjem posesti palače na jugu in okrožjem Mulaj Abdalah na vzhodu. Vojaški trg je sredi 19. stoletja uredil Abd al-Rahman de Saulti, spreobrnjenec v muslimansko vero in častnik vojaškega inženirskega zbora pod sultanom Mulajem Abd al-Rahmanom (vladal 1822–1859). Izdelava mečuarja je takrat zahtevala manjšo preusmeritev reke Oued Fes. Bab Bou Džat, glavna zahodna vrata četrti Muldaj Abdalah, so se nekoč odpirala skozi tod, vendar so bila v 20. stoletju zaprta. Na južni strani trga je menzeh, dvignjen paviljon, iz katerega je sultan lahko opazoval slovesnosti na trgu, ki ga je zgradil sultan Abdelaziz (vladal 1894–1908).

#### Place des Alaouites
V 1960-ih je bil na jugozahodni strani palače, blizu nekdanjega Melaha, urejen nov velik trg, Place des Alaouites. Med letoma 1969 in 1971 so bila tukaj zgrajena nova okrašena vrata. Vrata veljajo za odličen kos sodobne maroške obrti in so razkošno okrašena z dovršenimi mozaičnimi ploščicami, izrezljanim cedrovim lesom in vrati iz pozlačenega brona, prekritimi z geometrijskimi vzorci. Ta vrata, skupaj z vrati pri starem Mečuarju, so najbližje, kar lahko večina članov javnosti pride do ozemlja palače.
- Vrata kraljeve palače na Place des Alaouites
- Sprednja vrata današnje kraljeve palače iz let 1969 do 1971
- Pozlačena bronasta vrata
- Zellij in kovinski elementi okoli vrat
- Zellij z motivi dardž-va-ktaf na zgornji fasadi vrat
- Okrasne niše z zellijem in izrezljanimi muqarnami nad vrati

### Ozemlje kraljeve palače
Medtem ko so danes glavni sprednji vhod v palačo njena znamenita vrata na jugozahodu, je bil zgodovinsko glavni javni vhod v palačo iz starega Mečuarja na severovzhodu. Ob vstopu v palačo smo šli skozi več dvorišč, dokler nismo dosegli 'notranjega' Mečuarja, ki je bil ustvarjen pod sultanom Mulaj Hasanom. To veliko pravokotno dvorišče je tlakovano z marmorjem in obdano z arkadami. V zgodovini so bile v njem številne javne in upravne funkcije, kot je mahkama (sodišče). Na jugovzhodni strani dvorišča je mošeja, ki je v resnici nekdanja medresa Marinidov v Fes el-Dždidu, spremenjena in opremljena z minaretom, ko je Mulaj Hasan ustvaril ta mečuar. Velika mošeja Fes el-DžJdid, s katero je bila prvotno povezana, je povezana s severno stranjo tega dvorišča, tik pred ozemljem kraljeve palače. Tradicionalno je sultan lahko hodil neposredno med mošejo in palačo prek povezovalnega prehoda.
Zahodno in južno od teh mečuarjev je bilo območje, ki je bilo zgodovinsko zasebna rezidenca sultana. Sestavljeno je iz številnih dvorišč, notranjih vrtov, stanovanjskih paviljonov in drugih struktur. Eden največjih elementov je dvorišče Mulaja Rašida, ustvarjeno v 17. stoletju, ki pokriva veliko pravokotno območje na vzhodni strani palače. Dvorišče je na sredini razporejeno okoli pravokotnega vodnega bazena, na jugovzhodnem koncu pa je majhna paviljonska dvorana, pred katero stoji portik, ki ga podpirajo stebri iz belega marmorja z elegantnimi kapiteli. V zgodnjem 20. stoletju ga je nekaj zunanjih obiskovalcev navedlo kot enega lepših prostorov v palači, pri čemer je en obiskovalec trdil, da je imel sultan Mulaj Abd al-Hafid nekoč majhen čoln, ki je plaval okoli njegovega osrednjega bazena. Isti sultan je prav tako začel graditi visoko stavbo v severozahodnem vogalu dvorišča z namenom, da vanjo namestijo prva dvigala v palači, vendar je stavba ostala nedokončana še več let po njegovi vladavini. Dar al-Makzen je imel tudi svojo lastno knjižnico, ki je bila v bližini Bab Bou Džat Mečuarja, ki jo je ustvaril sultan Mulaj Abd ar-Rahman in nadalje razvil sultan Mulaj Hasan.
Jugozahodneje od teh osrednjih struktur je velik park ali vrt, znan kot vrtovi Lala Mina. Vrtove, skupaj z mošejo Lala Mina blizu njenega severovzhodnega vogala (nedaleč od današnjih vrat palače in označena z minaretom), je ustvaril sultan Mulaj Abd ar-Rahman v 19. stoletju na mestu nekdanjih vrtov Agdal iz marinidskega obdobja. Na severovzhodni strani vrtov, poleg mošeje, je še eno veliko dvorišče in paviljon palače na njegovem severozahodnem koncu, ki ju je ustvaril Mulaj Abdelaziz (1894–1908). Blizu vzhodnega vogala vrtov, na južni strani mošeje, je veliko kvadratno dvorišče, ki je bilo nekoč menažerija palače, kjer so živeli levi in druge divje živali, zdaj pa mejijo nova glavna vrata palače. Vzdolž zahodnega roba vrtov poteka niz dvojnih utrjeno obzidje, ki je bilo prvotno marinidsko zahodno obzidje Fes el-Dždida, kot tudi prvotna zahodna vrata, znana kot Bab Agdal. Za njimi, bolj zahodno in pokrivajo še večje območje, so sedanji vrtovi Agdal, ki jih je prvotno ustanovil sultan Mulaj Hasan.
- Pogled na dvorišča in strukture kraljeve palače
- Vhod v Dar al-Makhzen pri starem Mechouarju danes; dvorišče in prehodi za njim vodijo do notranjega Mečuarja
- Notranji Mečuar, veliko notranje dvorišče v zgodovinsko upravnem delu palače (fotografija iz leta 1922)
- Fotografija iz leta 1922, ki prikazuje sultana v Notranjem Mečuarju, ko se vrača z molitev v Veliki mošeji Fes el-Dždid, ki je bila neposredno povezana s palačo
- Ogromno dvorišče Mulaj Rašida iz leta 1670 (fotografija iz leta 1922)
- Notranjost razkošnega palačnega paviljona, zgrajenega v prvih letih 20. stoletja, s tradicionalnim okrasjem (fotografija iz leta 1922)
- Pogled od daleč na veliko zgradbo današnje kraljeve palače
- Dvorišče in notranji vrt, ki ga je ustvaril Mulaj Abdelaziz (med 1894 in 1908), ki je v bližini mošeje in vrtov Lala Mina (fotografija iz leta 1922)
- Pogled na dvorišče menažerije v jugozahodnem kotu palače, gledano proti severu, z minaretom mošeje Lala Mina na desni (fotografija iz leta 1913)
- Drugi pogled na dvorišče menažerije, ki gleda proti jugozahodu; loki ob stranski steni so držali kletke za leve ali druge živali (fotografija iz leta 1913)[10]